# Porwanie książąt z Altenburga
Porwanie książąt z Altenburga (niem. Altenburger Prinzenraub) – uprowadzenie dwóch synów elektora saskiego Fryderyka II Łagodnego, Ernesta i Albrechta, przez Kunza von Kauffunga oraz rycerzy Wilhelma von Mosena i Wilhelma von Schönfelsa.

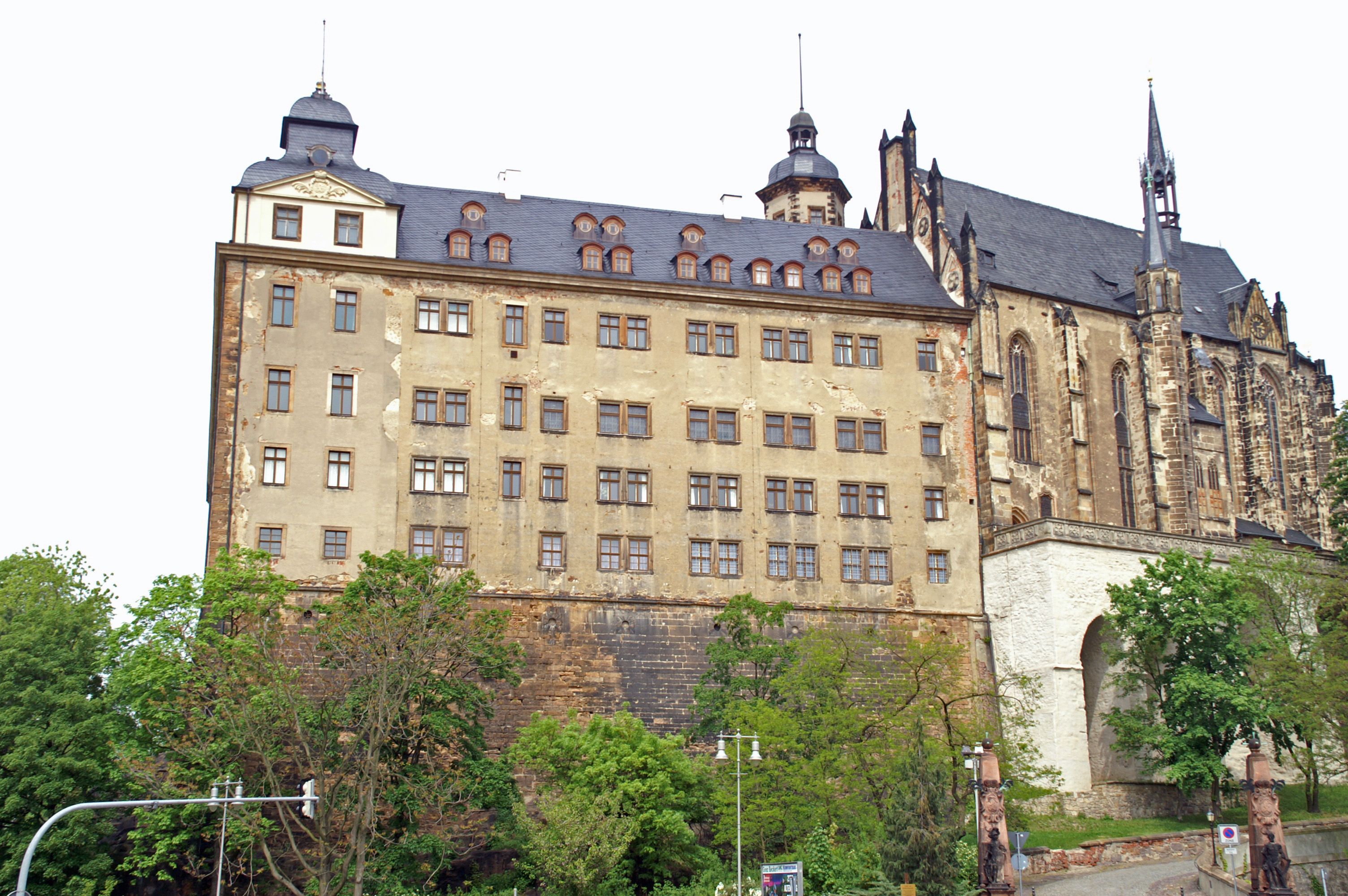
Zamek w Altenburgu

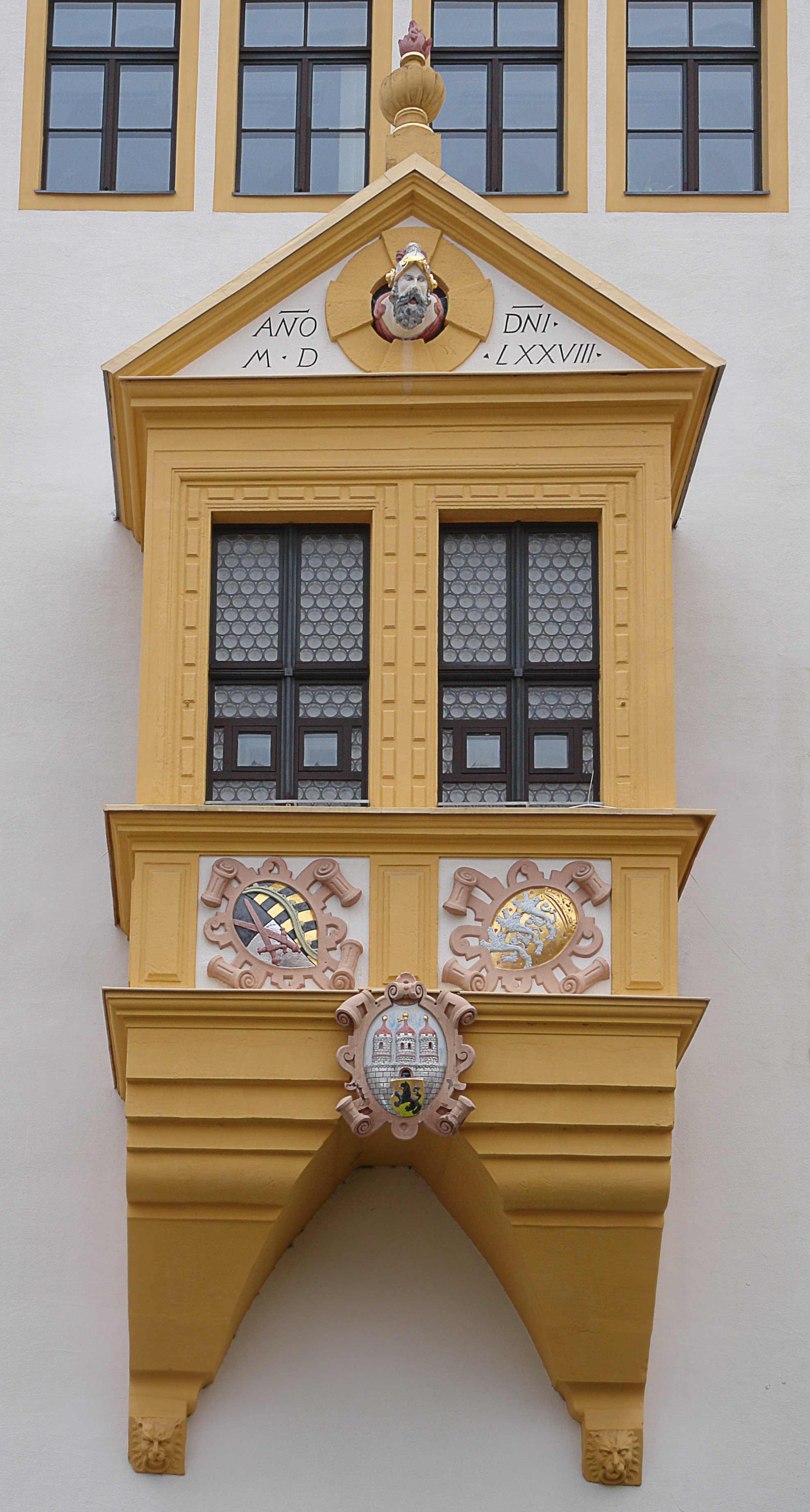
Kamienna głowa Kunza von Kauffunga na wykuszu więzienia ratuszowego we Freibergu

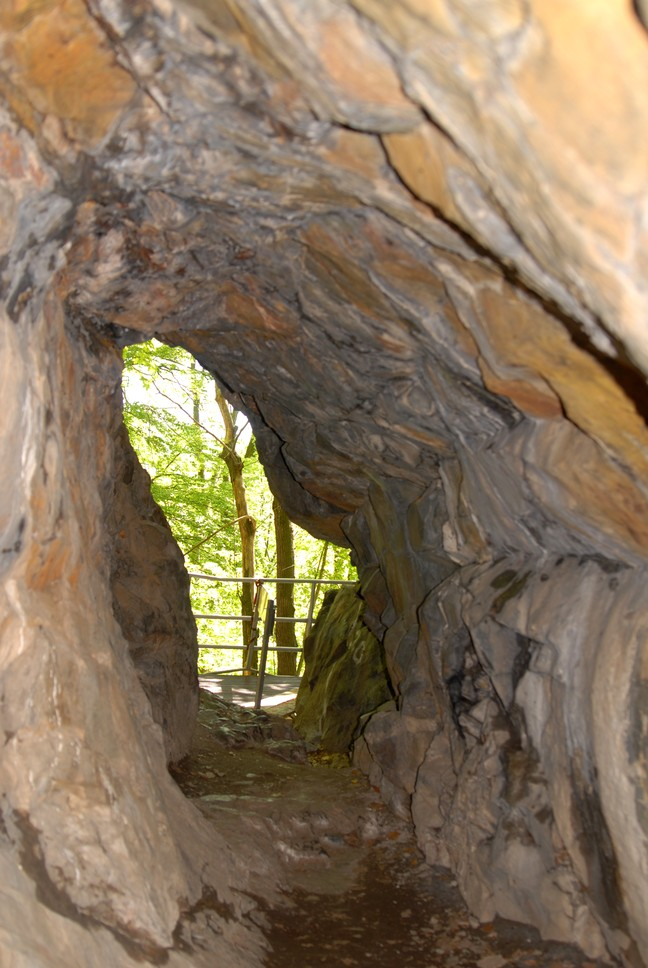
Wnętrze Prinzenhöhle

## Porwanie
Przyczyny konfliktu pomiędzy elektorem Fryderykiem II Łagodnym a Kunzem von Kauffung sięgają wojny domowej w Saksonii (1446–1449). Von Kauffung uczestniczył w niej po stronie Fryderyka, zapewne na jego prośbę. Został jednak wkrótce wzięty do niewoli. Odzyskał wolność po zapłaceniu 4000 guldenów okupu. Po zakończeniu wojny (zapewne w latach 1451–1452) zażądał od elektora odszkodowania za okup, zniszczenie dóbr w Turyngii i majątku Schweikershain w Saksonii. Elektor odrzucił te żądania, argumentując, że von Kauffung jako wolny rycerz uczestniczył w wojnie na własne ryzyko. Wystawił mu także rachunek. Po rocznych rokowaniach strony postanowiły oddać w 1455 sprawę do sądu polubownego. Sądy w Magdeburgu i Freibergu wydały wyrok korzystny dla Kunza von Kauffung. Natomiast sąd w Lipsku przyznał rację elektorowi i to postanowienie było ostateczne.
W tej sytuacji Kunz von Kauffung postanowił wziąć prawo we własne ręce. Wspólnie z rycerzami Wilhelmem von Mosenem i Wilhelmem von Schönfelsem, którzy także mieli zatargi z elektorem, zebrali oddział 30 konnych i nocą 8 lipca 1455 uprowadzili synów elektora z zamku w Altenburgu. Kunz von Kauffung znał teren, gdyż był wcześniej burgrabią zamku. Elektor wyjechał z zamku, a dwór bawił się na weselu. Dzień przed akcją spiskowcy wysłali elektorowi list z wypowiedzeniem wojny. Pomógł im chłopak pracujący w zamkowej kuchni. Natychmiast po porwaniu ogłoszono alarm (długie bicie w dzwony było sygnałem dla innych miejscowości). Nie stało się tak jedynie w Zwickau i Chemnitz, gdyż miejscowi burmistrzowie zaniechali alarmu na prośbę Kunza von Kauffunga.
Po porwaniu spiskowcy rozdzielili się. Wilhelm von Mosen i Wilhelm von Schönfels planowali udać się z księciem Ernestem przez Vogtland do Czech, natomiast Kauffung wraz z księciem Albrechtem pojechali przez Stolberg i Thalheim, chcąc dotrzeć do swoich dóbr w Czechach. Po dotarciu do Czech porywacze chcieli przedstawić żądania finansowe. Ich plany jeszcze tego samego dnia pokrzyżował książę Albrecht, który zbiegł i sprowadził pomoc. Odsiecz (według różnych źródeł mieszkańcy wsi, węglarze, zakonnicy) pokonała Kunza von Kauffung i jego rycerzy koło klasztoru Grünhain w Rudawach.
Mosen i Schönfels z księciem Ernestem jechali przez okolice Zwickau i Hartenstein. Tam ukryli księcia w sztolni Prinzenhöhle (przebywał w niej w dniach 8–11 lipca). Gdy dowiedzieli się, że Kunz von Kauffung został ujęty, rozpoczęli rokowania z burgrabią zamku Hartenstein Friedrichem von Schönburgiem, uzyskując możliwość udania się na wygnanie w zamian za wypuszczenie księcia.
Kunz von Kauffung stanął przed sądem we Freibergu oskarżony o pogwałcenie pokoju ziemskiego. Oskarżony bronił się, powołując się na list z wypowiedzeniem wojny. Okazało się jednak, że dotarł on do adresata dzień po porwaniu.
13 lipca 1455 Kunz von Kauffung został uznany za winnego i skazany na śmierć. Następnego dnia na rynku we Freibergu został ścięty wraz z kilkoma swoimi pomocnikami. Ze względu na pośpiech i trudności organizacyjne Kauffung nie otrzymał przysługującego mu ostatniego posiłku. Musiał zadowolić się dwoma dzbanami freiberskiego piwa. Miejsce, na które potoczyła się jego głowa, jest obecnie oznaczone niebieską kostką. Oczy kamiennej głowy na budynku ratusza są skierowane na to miejsce.

## Przedstawienia teatralne
Już w 1593 Daniel Cramer z Wittenbergi napisał łacińską komedię Plagium opowiadającą o uprowadzeniu książąt. Na niemiecki przetłumaczył ją Bartholomäus Ringwaldt z Langfeldt. Od 1955 (400 lat od uprowadzenia) odbywają się amatorskie przedstawienia na zamku w Altenburgu.